# Suppression of Enemy Air Defenses
Suppression of Enemy Air Defenses (forkortet og normalt omtalt som SEAD, dansk: Undertrykkelse af fjendtlige luftforsvar), også kaldet "Wild Weasel"- eller "Iron Hand"-operationer i USA. Konceptet er at undertrykke et fjendtligt jordbaseret luftforsvarssystem såsom jord til luft-missiler (SAM: Surface to Air Missiles) og luftværnsartilleri (AAA: Anti Aircraft Artillery), radarsystemer, kommandostruktur (C3-funktioner), således at egne eller allierede fly kan operere frit uden truslen fra et jordbaseret luftforsvar i operationsområdet. Denne undertrykkelse kan udføres ved fysisk at angribe og nedkæmpe systemerne eller ved at hæmme/forhindre systemernes funktionalitet ved hjælp af elektronisk krigsførelse. I moderne krigsførelse kan SEAD-missioner udgøre op til 30 procent af alle flymissioner i den første uge af krigshandlingerne og derefter i et mere beskedent omfang. En fjerdedel af amerikanske kampmissioner i nyere konflikter har været SEAD-missioner.

## Historie

### Før vietnamkrigen
Før Vietnamkrigen fandtes begrebet SEAD ikke – selvom man udførte missioner for at nedkæmpe enkelte fjendtlige luftforsvarsstillinger, var det ikke en fast strategi, men derimod kun hvis man havde et prioriteret mål i nærheden. Dermed var det ikke en decideret mission at nedkæmpe et lands evne til at forsvare sig overfor flystyrker og forsøge at vinde luftherredømmet. Selvom taktikken var grovkornet, var det relativt effektivt for dens tid.

#### 2. Verdenskrig
Under 2. verdenskrig forsøgte det tyske Luftwaffe at ødelægge de britiske Chain Home radarstationer som et led i Slaget om Storbritannien i et forsøg på at forringe det britiske luftforsvarssystem. Den tyske Oberkommando der Wehrmacht undervurderede dog ikke kun effektiviteten af selve radarstationerne, men også Dowding føringssystemet, som styrede det britiske luftforsvar. Efter den indledende optimisme vedrørende nedkæmpelsen af radarstationerne besluttede man dog at stoppe med at angribe dem undtaget under særlige omstændigheder. Efterhånden som overtaget i luftkrigen i Europa skiftede til de Allieredes favør begyndte Aksemagterne at fokusere deres luftforsvar på luftværnsartilleri til at forsvare deres territorier mod allierede bombeangreb. Dette blev et fokusområde for Aksemagterne efter at der var sket en halvering af nedskydningen af allierede bombefly i luftkamp i perioden 1943-1944, hvorimod nedskydningen af fjendtlige fly ved flak var steget tifold.
De Allierede var bekymrede over denne udvikling og man valgte en række forskellige måder at imødekomme problemet. De Allierede havde forstået vigtigheden af Kammhuberlinjen og man valgte at angribe området direkte og udviklede nye teknologier der kunne fungere som modforanstaltninger mod det radarstyrede antiluftskyts såsom primitiv chaff og jamming. Samtidig ændrede man taktik og lod bombeflyene flyve højere og mere spredt så man ikke var så sårbar overfor flak. Man udførte bombetogter mod luftforsvarsstillinger ved hjælp af IMINT. Jagerbomberen P-47 Thunderbolt blev valgt til at angribe fjendtlige luftforsvarsstillinger på tæt hold på grund af flyets evne til at overleve en stor mængde træffere. Resultatet af disse angreb var forskellige, men tabsraterne for jagerbomberne der angreb disse stillinger kunne være op til 40 procent på grund af deres nærgående angreb.Artilleri spillede en stor rolle i at undertrykke fjendens luftforsvar, og British Army var de første der udviklede "counterflak" ("Apple Pie"-missioner). Disse missioner blev først brugt under Slaget om Frankrig, men blev raffineret efterhånden som krigen udviklede sig. Den største counterflak-mission i historien blev udført den 24. marts 1945 hvor artilleriet fra det britiske XII korps forsøgte at slå det lokale tyske luftforsvar ud i forbindelse med Operation Varsity. Selvom man affyrede over 24.000 artillerigranater i løbet af 22 minutter på omkring 100 mål var missionen en fiasko på grund af en kombination af dårlige efterretninger om målenes placering og en utilstrækkelig ildmængde.
I Stillehavskrigen havde Japan kun gjort begrænsede fremskridt i udviklingen af radar til brug i luftforsvaret og de systemer de havde i brug var nemme at omgå. På trods af disse forhold var amerikanerne bekymrede over det store antal radarstationer på det japanske fastland og øer hvorfor en række B-24 Liberators og B-29 Superfortress blev udstyret med et radarpejleapparat der skulle identificere radarsignaler og stedbestemme deres oprindelsespunkt. Informationerne som disse fly bragte hjem blev benyttet til at udstyre andre B-29ere med radarjammere and chaff i et forsøg på at forvirre og blinde det japanske luftforsvar mens de øvrige fly udførte deres bombetogter. Et antal B-25 Mitchells blev også udstyret med en radarpejler og anførte en gruppe af andre B-25'ere i at identificere og nedkæmpe japanske luftvarslingsradarstationer

#### Koreakrigen
Selvom der var sket nogle teknologiske udviklinger i Koreakrigen, var mange af taktikkerne for at nedkæmpe et fjendtligt luftforsvar ikke ændret nævneværdigt i forhold til 2. verdenskrig. For fly der opererede i lav højde var luftværnsartilleri en konstant fare, det var faktisk mindre farligt for en FN-pilot at udkæmpe en luftduel end det var at tage kampen op mod et mål på landjorden. Terrænet og vejret på den koreanske halvø var også en del af farerne ved at engagere et landmål. Fremkomsten af jetfly betød mange ændringer. Sammenlignet med propelfly er jetfly meget hurtigere, kan stige hurtigere og stejlere, var mere modstandsdygtige overfor skader og er mindre støjende. De var derfor i stand til at engagere landmål mere effektivt og slippe væk. Både propel- og jetfly deltog i Koreakrigen, men førstnævnte havde forholdsvis større tab og var efterhånden helt udfaset i slutningen af konflikten.
Som krigen udviklede sig, udviklede kommunisterne et højt centraliseret luftforsvarsnetværk der integrerede luftvarslingsradarer, jagerkontrolcentre og antiluftskyts. Et sådan system er benævnt "integreret luftforsvarssystem". Integrationen af disse systemer viste sig at være en potent cocktail og FN's bombefly blev tvunget til at flyve højere for at komme udenfor våbenenes rækkevidde, hvilket betød at flybombernes præcision var meget dårligere end ved lavere højder. FN og Sydkorea havde et effektivt luftforsvar, men Nordkoreas luftvåben var stort set blevet nedkæmpet i starten af krigen og Folkets Befrielseshærs luftvåben fokuserede alle sine kræfter i et forsøg på at skabe luftoverlegenhed overfor FN’s flystyrker frem for at angribe FN-tropperne på landjorden.

### Vietnamkrigen
Under vietnamkrigen udvikledes et koncept som sidenhen blev benævnt SEAD. I begyndelsen af krigen indledte de amerikanske styrker Operation Rolling Thunder, hvor man ustruktureret angreb Nordvietnams luftforsvar, industrikapacitet og transportinfrastruktur, på trods af efterretninger der antydede at det nordvietnamesiske militær var ved at opbygge et integreret luftforsvarssystem der kunne være så effektivt, at det kunne lukke luftrummet i området for amerikanske og dets allierede fly. Systemet bestod blandt andet af 60 SA-2 Guideline-stillinger i slutningen af 1965. Selvom SA-2 i gennemsnit kun traf sit mål ved hvert 13. forsøg stod systemet alligevel for 15 procent af alle nedskydninger det år. Tidlige forsøg på at nedkæmpe SA-2-systemet bestod blandt andet af F-100 Super Sabres der benyttede primitive radarpejlere til at lokalisere og efterfølgende bombe missilbatterierne. De amerikanske styrker led svære tab under disse missioner, men alligevel fortsatte antallet og intensiteten i missionerne med at stige.  I 1966 sammensatte man en task force for at analysere de udfordringer der lå i det nordvietnamesiske luftforsvar og komme med anbefalinger til måder at omgå det. En af de anbefalede måder var for fly at operere ved lav højde (under 500 meters højde) hvor missilerne er mindre effektive. Desværre betød dette at flyene også var indenfor rækkevidde af luftværnsartilleriet som stod for næsten 85 procent af de amerikanske flytab under Operation Rolling Thunder.
Efterhånden blev der dog udviklet deciderede SEAD-fly, United States Air Force benyttede EF-105F/F-105G Thunderchief, imens US Navy valgte at benytte A-6B Intruder, som benyttede et mere sofistikeret EK-system og kunne medbringe antiradarmissiler (ARM) såsom AGM-45 Shrike og AGM-78. Piloterne i disse jagerbombere blev meget dygtige til at spore og nedkæmpe det jordbaserede luftforsvar, endda til sådan en grad at de nordvietnamesiske missiloperatører ville lukke deres radarsystemer ned så snart man havde erkendt et amerikansk SEAD-fly. Selvom denne nordvietnamesiske modforanstaltning forhindrede missilbatteriernes fysiske ødelæggelse var missionen stadig en succes da man på denne måde forhindrede luftforsvaret i at fungere og dermed tillod andre amerikanske flystyrker at operere mere frit. Elektroniske krigsførelsesfly blev også benyttet til at undertrykke luftforsvaret ved at jamme nordvietnamesiske radarsystemer, først med EB-66 Destroyere, senere også af EA-6B Prowler. Ved afslutningen af Rolling Thunder havde disse ændringer en betydelig effekt på det nordvietnamesiske luftforsvar hvor kun ét ud af 48 SA-2-missiler ramte deres mål. På trods af disse flotte resultater i Operation Rolling Thunder fortsatte SEAD med at være en primært taktisk funktion da den amerikanske ledelse var uvidende eller ikke forstod betydningen af den rolle SEAD havde spillet.
De tab som de amerikanske F-105 Wild Weasel led førte til udviklingen af en ny flytype i Wild Weasel-serien baseret på F-4C Phantom II, benævnt EF-4C Phantom Wild Weasel IV. De første seksogtredive fly blev leveret til de amerikanske styrker i Sydøstasien i 1969 og ankom derfor for sent til at tage del i Operation Rolling Thunder. Flyet var udstyret med den samme EK-pakke som F-105G, men flyets kompakte opbygning begrænsede hvor meget af udstyret der kunne placeres inde i skroget og måtte installeres udvendigt. Der var derfor ikke plads til at medbringe det effektive AGM-78 ARM.  I starten af Operation Linebacker var Wild Weasel-missionerne både mere og mindre effektive end tidligere. Taktik og teknologi var blevet modnet og udviklet og selve undertrykkelsen af de individuelle missilbatterier var forbedret, men man havde stadigvæk ikke taget højde for at det nordvietnamesiske luftforsvar var fuldt integreret og bestod af tusinder af radar- og optiske styrede antiluftskytsstillinger, langtrækkende luftvarslingsradarer, efterretningstjenester og jordbaserede jagerkontrolcentre der kunne guide kampfly frem til deres mål. Af denne grund blev færre amerikanske fly skudt ned af luftværnsmissiler, mens en større andel blev skudt ned i forbindelse med luftkamp under Operation Linebacker.
Operation Linebacker II startede på samme måde som Linebacker I med hensyn til SEAD-taktik, men med den forskel at man som et forsøg også benyttede B-52 Stratofortress bombefly. En dårlig implementering og overdrevet selvsikkerhed hos Strategic Air Command resulterede i nedskydningen af et antal B-52'ere ved hjælp af SA-2-missiler. Disse tab tvang amerikanerne til at revurdere deres tilgang til fjendens luftforsvar. I den sidste del af Operation Linebacker II forekom det første forsøg på at undertrykke et helt integreret luftforsvar og operationen betød faktisk en betydelig nedgang i de amerikanske flytab.  Kun ét ud af 68 affyrede luftværnsmissiler ramte deres mål hvilket var det laveste niveau i hele krigen. De SEAD-taktikker man benyttede ved udgangen af Operation Linebacker II involverede traditionel SEAD og samtidig elektronisk krigsførelse i forsøg på at undertrykke den nordvietnamesiske kontrol- og kommandostruktur (C3), og blev grundlaget for den fremtidige SEAD-strategi.

### Efter Vietnamkrigen
Med udfasningen af F-105G stod US Air Force med et behov for et nyt dedikeret SEAD-fly. Behovet for SEAD blev understreget i 1973 under Yom Kippur-krigen hvor Egypten benyttede et sovjetisk integreret luftforsvarssystem som holdt det israelske Heyl Ha'Avir fra at udføre dets missioner i krigen. US Air Force introducerede i midten af 1970'erne det nye F-4G 'Wild Weasel V', som indgik i aktiv tjeneste i 1978. Flyet var baseret på F-4E-flystellet hvor man fjernede M61 Vulcan gatling-kanonen og installerede specialiseret EK-udstyr. Flyet var i stand til at medbringe den nyeste generation af antiradarmissiler, AGM-88 HARM. F-4G Wild Weasel blev efterfulgt af EF-111A Raven og EC-130H Compass Call og de tre dannede tilsammen USAF's "triade" af EK-fly. Flytyperne udførte hver sin opgave af den overordnede SEAD-opgave; F-4G skulle finde og neutralisere fjendtligt luftforsvar, EC-130 skulle undertrykke fjendens C3-kapaciteter, og EF-111A skulle jamme fjendens langtrækkende luftvarslingsradarer. Andre fly der ofte deltog i støtte for SEAD-missioner var blandt andet E-3 Sentry, EC-130E Commando Solo og RC/EC-135 Rivet Joint.
På den anden side af jerntæppet betragtede Sovjetunionens luftvåben ikke SEAD som en strategisk kapacitet, men nærmere som en taktisk rolle i forbindelse med en større operation, især under et luftangreb på NATO. Sovjetunionen rådede ikke over deciderede SEAD-fly, men normale bombefly og jagerbombere såsom Tupolev Tu-16 og Tupolev Tu-22M som kunne bære antiradarmissiler. Disse fly ville være organiseret i forskellige kampgrupper som ville lægge 40-50 kilometer dybe "chaffkorridorer" på tværs af 10 kilometer samt direkte over NATOs luftværnsmissiler. En mindre gruppe af fly i disse grupper ville være bevæbnede med antiradarmissiler til at nedkæmpe batterierne. Disse missioner skulle foretages mod forud planlagte mål som var blevet identificeret ved hjælp af elektronisk efterretning (ELINT) og andre efterretningsmæssige kapaciteter. Det var derfor ikke på tale at engagere andre mål end de planlagte. Det tætteste Sovjetunionen kom på et decideret SEAD-fly var modificerede versioner af kampfly såsom MiG-25BM og jagerbombere såsom Sukhoj Su-24M.
Det første eksempel på en SEAD-operation efter Vietnamkrigen var Operation Mole Cricket 19, iværksat af Israel i forbindelse med Israels invasion af Libanon i 1982. Syriske styrker havde befæstet Bekaa-dalen kraftigt med et moderne sovjetisk luftforsvarssystem bestående af adskillige radarstationer, jagerkontrolcentre, antiluftskytsstillinger og et redundant C3-netværk. Før angrebet foretog israelske styrker en omfattende efterretningsindsats med blandt andet rekognosceringsfly, fjernstyrede UAV'er og fly med elektronisk efterretningskapacitet, hvorved man fik et detaljeret billede af det syriske luftforsvar og dets operationsmønster. Det viste sig også at være en fordel for israelerne at de syriske styrker i mange tilfælde havde placeret deres stillinger i ugunstige positioner uden selv at have erkendt det, de benyttede heller ikke attrapper af deres systemer eller holdt et større antal kampfly i højt beredskab. Da operationen begyndte, benyttede man en effektiv koordination af jamming og vildledning. Angrebene mod luftforsvarsstillingerne var så effektive at man havde neutraliseret det landbaserede luftforsvar i Bekaa-dalen næsten totalt. Som et modsvar til det israelske angreb sendte Syrien et stort antal kampfly i luften, men uden hjælp fra undertrykte jordbaserede jagerkontrolcentre og luftovervågningsradarer havde piloterne intet overblik og mange blev skudt ned i de efterfølgende luftkampe. Vicechefen for de sovjetiske luftforsvarsstyrker rejste til området for at undersøge hvordan et system, som også hans eget land benyttede, kunne svigte i så omfattende et omfang. Det viste sig dog at en stor del af slagets udfald var betinget af israelernes omfattende forberedelser såvel som syrernes inkompetence og de lokale forhold.
Operation El Dorado Canyon var USAs svar på diskoteksbombningen i Vestberlin i 1986. Operationsmønstret var baseret på de erfaringer som Israel havde gjort sig i Bekaa-dalen, hvor man især havde taget ved lære af de omfattende forberedelser og øvelser. I modsætning til den israelske mission var det amerikanske formål for El Dorado Canyon ikke at nedkæmpe selve Libyens integrerede luftforsvarssystem, men derimod at foretage en straffeekspedition mod Muammar Gaddafis regime. At undertrykke luftforsvarssystemet uden at benytte våbenmagt ville betyde potentielt færre civile tab og at undgå angreb på flere mål end nødvendigt for at gennemføre missionen. Af disse grunde spillede elektronisk jamming en mere prominent rolle i operationen end den gjorde i Bekaa-dalen og det blev udført af både EF-111A Ravens fra US Air Force og EA-6B Prowlere fra US Navy i den første værnsfælles SEAD-operation mellem flåden og luftvåbnet. Af forskellige årsager deltog F-4G Wild Weasels ikke i El Dorado Canyon, hvorfor man benyttede flådens A-7E Corsair II og F/A-18 Hornet fra hangarskibe til at nedkæmpe de libyske jord til luft-missiler. Manglen på Wild Weasel-flyenes specielle EK-udstyr betød at de amerikanske fly måtte affyre deres antiradarmissiler uden at vide om målet faktisk sendte med sit radarudstyr - det var en dyr og ødsel metode der dog viste sig effektiv på grund af operationens begrænsede natur. På den modsatte side havde libyerne og deres sovjetiske rådgivere også taget ved lære fra kampene i Bekaa-dalen og man havde her bygget sit luftforsvar med mere redundans (inklusiv overlappende radardækning og bombesikrede forbindelser mellem systemets elementer) og et større udvalg af både sovjetiske og vestlige radarsystemer der var i stand til at fungere på flere frekvenser for at modvirke jamming. I sidste ende lykkedes det dog de amerikanske styrker at undertrykke det libyske luftforsvar og foretage deres straffeekspedition med minimale skader på andet end de tilsigtede mål.

### Golfkrigen
Den amerikanskledede koalition benyttede SEAD-teknikker i vidt omfang under Golfkrigen mod de irakiske styrker for at undertrykke landets, på papiret, veludbyggede luftforsvarssystem. I 1990 var Irak beskyttet af cirka 3.700 jord til luft-missiler fordelt på 105 missilbatterier og omkring 7.000 luftværnsartilleristillinger støttet af hundredvis af overlappende luftvarslings- og måludpegningsradarer. I luften var det irakiske luftvåben verdens sjettestørste og rådede over hundredvis af kampfly som var beskyttet af bombesikrede hangarer ("Hardened Aircraft Shelter"). Hjørnestenen i det irakiske luftforsvarssystem var Kari, et automatiseret C2-system udviklet af Irak og bygget af franske virksomheder efter Operation Opera (Kari er Irak på fransk stavet baglæns). Kari bandt hele luftforsvaret sammen i en enkelt knudepunkt, det nationale luftforsvarsoperationscenter i en bunker i Bagdad. Landet var delt op i fire sektorer styret fra fire lokale luftforsvarscentre placeret ved H-3, Kirkuk, Taji og Talil. Et femte luftforsvarscenter blev senere hen oprettet i Al Jahra for at styre luftforsvaret af det nyligt erobrede Kuwait. De lokale luftforsvarscentre overvågede hver deres sektor. Hver sektor bestod af 2-5 radarovervågningscentre som rapporterede deres mål til luftforsvarscentrene som efterfølgende rapporterede videre til det nationale luftforsvarsoperationscenter i Bagdad som dermed havde et samlet overvågningsbillede af hele landet hvorfra landets ledere kunne træffe beslutninger. Hvert af de lokale luftforsvarscentre kunne spore op til 120 samtidige mål og hvis nødvendigt vælge et våbensystem til at engagere målet eller dirigere et kampfly frem til det. Systemet betød også at landets mange luftværnsstillinger ikke behøvede at benytte deres egne søgeradarer til at finde et mål men kunne få en måludpegning fra systemet og kun benytte deres radarer til selve engagementet og dermed holde sig "skjult" elektronisk indtil man åbnede ild. Bagdad var på dette tidspunkt et af de kraftigst befæstede byer i verden luftforsvarsmæssigt og var beskyttet af over 65 procent af landets jord til luft-missiler og over 50 procent af luftværnsartilleriet.

Det integrerede irakiske luftforsvarssystem havde imidlertid flere alvorlige fejl og svagheder som koalitionen udnyttede. Systemet var hovedsageligt udviklet til at håndtere mindre angreb fra landets traditionelle fjender, Iran, Syrien og Israel — og fokuserede på nærforsvar af vigtige installationer frem for områdeforsvar. Dette betød der var flere huller i radardækningen omkring Saudi Arabien og hele vejen til Bagdad og angribende fly ville være i stand til at nærme sig sit mål fra flere forskellige retninger. En stor del af det irakiske luftforsvarsudstyr var også forældet, de irakiske SA-2 og SA-3-systemer nærmede sig slutningen på deres operative levetid og systemernes styrker og svagheder var velkendte af koalitionen. Landets SA-6, SA-8 og Roland-systemer var også aldrende. En stor del af Iraks kampfly var de mindre kapable MiG-21'ere og man rådede kun over få moderne kampfly såsom eksportversionerne af MiG-29 og Mirage F1E. Desuden var det integrerede luftforsvarssystem så centraliseret at det var problematisk. Selvom alle radarovervågningscentrene var udstyret med et datalink til deres lokale overvågningscenter var der ingen forbindelse mellem sektorerne, hvorfor overblikket og koordinationen af hele landets forsvar udelukkende kunne ske fra det nationale center og de lokale centre kunne ikke koordinere indbyrdes. Træningsstandarden for de irakiske piloter var også lav og i luften var de dybt afhængige af jordbaseret jagerkontrol til sådan en grad at hvis de jordbaserede overvågningsradarer blev slået ud, ville flyene miste det taktiske overblik og være nemme mål.
Undertrykkelsen af det irakiske luftforsvar var en vigtig del af Operation Instant Thunder, som var de indledende luftangreb i Irak - operationen gik senere over i luftdelen af Operation Desert Storm. I den indledende begrænsede del var der et behov for tre dedikerede SEAD-eskadriller som skulle være i stand til at undertrykke det irakiske luftforsvar nok til at andre fly kunne foretage nålestiksangreb mod den irakiske politiske og militære ledelse samt andre strategiske mål. SEAD-missionen blev yderligere udvidet efterhånden som krigen tiltog i omfang hvorved et større antal fly blev benyttet til at nedkæmpe luftforsvaret totalt i det sydlige Irak og Kuwait. Planlægningen af denne mission blev støttet af CIA, som kontaktede den franske ingeniør som havde designet kommando- og kontrolsystemet Kari og fortalte om systemets begrænsninger og sårbarheder. I fase to af luftkrigen i Desert Storm havde man en forventning om at kunne nedkæmpe det irakiske luftforsvarssystem i det sydlige Irak højst to dage efter starten på kamphandlingerne. Missionerne blev udført af F-4G Wild Weasels og andre fly der kunne medbringe antiradarmissiler og dermed kunne engagere antiluftskytsstillinger selv, jamme luftvarslingssystemerne og slå til mod andre installationer der fungerede som støtte til forsvaret af landet såsom landets elektriske infrastruktur. I forhold til traditionel SEAD-strategi benyttede man i Golfkrigen også hidtidigt uprøvede metoder til at slå det irakiske luftforsvar ud - især krydsermissiler og F-117A Nighthawks og andre præcisionsvåben blev benyttet mod mål hvor der var stor risiko for civile tab.
De første missiler i krigen blev affyret den 17. januar klokken 02:20 hvor en gruppe på 12 amerikanske helikoptere fløj ind i irakisk luftrum med det ene formål at nedkæmpe to langtrækkende luftvarslingsradarstationer. Tre MH-53J Pave Low styrede ni AH-64 Apaches frem til deres mål hvorefter kamphelikopterne nedkæmpede dem og dermed skabte et hul i det irakiske luftforsvar som den første større bølge af koalitionens fly kunne udnytte. To F-117A slog radarovervågningscentret ud i Nukhayb og udvidede derfor hullet selvom et forsøg på at angribe radarovervågningscenteret i Al Taqaddum og det lokale luftforsvarscenter i Talil slog fejl. Kort efter fulgte Tomahawk-angreb på landets elektricitetsforsyningsnet, hvorved man begrænsede brugen af Kari. I løbet af de næste par timer fløj et stort antal fly fra koalitionen ind i Irak. De fly der ikke havde en SEAD-opgave blev tæt fulgt af en SEAD-eskorte, og man benyttede også BQM-74-droner og ADM-141 TALD-lokkeduer som kunne tiltrække sig fjendtlige missiler og luftværnsartilleriild hvorved man kunne afsløre deres positioner. Den mest omfattende mission i løbet af den første nat var en fælles operation mellem US Navy og Air Force og bestod af halvtreds fly der fløj på en måde der antydede et bombeangreb på Bagdad. Flyene var dog i stedet udrustet med lokkeduer, droner og antiradarmissiler og havde til opgave at nedkæmpe det omfattende luftforsvar af Bagdad. Missionen var en stor succes blandt andet på grund af manglen på elektricitet der førte til manglende funktionalitet hos Kari og dermed også manglende situation awareness hos irakerne. Den manglende situation awareness betød at de lokale missilbatterier var overladt til sig selv og måtte benytte deres egne radarsystemer til at finde de fjendtlige fly, hvorved de afslørede deres egne positioner. I alt blev 67 antiradarmissiler affyret i løbet af 22 minutter. Efterfølgende flyvninger i området viste at angrebet havde reduceret det irakiske luftforsvar af Bagdad betragteligt.
Igennem resten af den første nat blev mange flere luftsvarssystemer angrebet af koalitionens fly med forskelligartet succes. Missionerne over Irak blev stadig fulgt tæt af SEAD og andre eskortefly. Det høje operationstempo forsatte i løbet af morgenen og dagen og involverede en bred vifte af forskellige fly og mål, blandt andet også i Kuwait. Man benyttede på denne måde A-10 Thunderbolt II til at angribe luftvarslingsradarer og lignende stillinger langs landets grænser.

## Våben
De våben der oftest bliver associeret med SEAD er antiradarmissiler (ARM), som virker ved at søge mod kilden for en elektromagnetisk udsendelse såsom en radarantenne. Disse missiler er udstyret med et relativt lille sprænghoved så man begrænser skader på omkringliggende ting, men der skal ikke meget til at slå en relativt skrøbelig radarantenne ud og dermed lamme systemet. Tidlige ARM-versioner kunne blive snydt ved at slukke for radarsystemet og dermed transmissionerne som missilet brugte til at søge imod. Nyere missiler er derimod er udstyret med et system som kan huske pejlingen til kilden og dermed ikke af afhængig af kontinuerlige radarudsendelser fra målet. Antiradarmissiler viste sig yderst effektive, især under vietnamkrigen hvor missilerne stod for 46 procent af alle SA-2-batterier der blev nedkæmpet, dette på trods af et relativt lille antal platforme der bar ARM. Et våben behøver ikke nødvendigvis at være udviklet til SEAD for at kunne fungere i et SEAD-miljø. Eksempelvis er Paveway LGB ikke et SEAD-specifikt våben, men det kan sagtens benyttes til at ødelægge affyringsramper og radaranlæg. Det relativt nye amerikanskudviklede AGM-154 Joint Standoff Weapon er et vigtigt nyt SEAD-våben på grund af våbnets rækkevidde som tillader den våbenafleverende platform at affyre missilet på lang afstand og således ikke blive truet af antiluftskyts. Missilet har desuden et stort sprænghoved som sikrer et stort område og let pansrede mål bliver berørt af sprængningen.
Den nok mest effektive af de ustyrede (dumme) bomber benyttet under SEAD-missioner er klyngebomber. De forskellige komponenter i et missilbatteri er ofte placeret et stykke fra hinanden da en enkelt sprængladning ellers ville kunne ødelægge flere komponenter på en gang. Klyngebomben kan derimod sprede mange små bomber over et stort område og dermed ramme flere af komponenterne i batteriet. De relativt små sprængladninger er ofte nok til at beskadige de upansrede komponenter af et luftforsvarssystem og gøre dem ubrugelige (upansrede missilkanistre, radarantenner osv.). Mk-20 Rockeye II kampvognsklyngebomber og CBU-87-multirolleklyngebomber er typiske eksempler på denne slags våben.
Artilleri er også en måde at foretage SEAD-missioner. Efter 2. verdenskrig betød den kombinerede krigsførelse at man udviklede en ny doktrin hvor de landbaserede styrker fik en øget støtterolle i SEAD i forhold til flyoperationer. Under den kolde krig udviklede det amerikanske militær en værnsfælles rollefordeling for SEAD, hvor US Army var ansvarlig for alle SEAD-missioner hvor luftværnsstillingen var visuelt observeret og US Air Force havde ansvaret for mål længere væk. Sovjetunionen lagde på sin side mindre betydning på artilleri i SEAD-sammenhæng, selvom man dog havde planlagt at kunne bane vejen på slagmarken for kamphelikoptere ved hjælp af massive artillerioverfald. På grund af dets længere rækkevidde er raketkastere såsom MLRS det ideelle våben til SEAD-operationer.
Unmanned Aerial Vehicles (UAVs) spiller efterhånden en vital rolle i de fleste SEAD-missioner. På grund af den åbenlyse fare ved at flyve tæt på en antiluftskytsstilling er det naturligvis en billigere og mere sikker løsning at sende en drone der har næsten samme kapaciteter som det bemandede fly i farezonen. Første gang man benyttede en UAV i SEAD-sammenhæng var i Vietnamkrigen hvor en version af Lightning Bug blev modificeret til at bære chaff og andre elektroniske modforholdsmidler. Et moderne eksempel på en decideret SEAD-UAV er den israelskudviklede IAI Harpy.

## Lande
I 2014 var United States Air Force (USAF) primære SEAD-platform F-16CJ Fighting Falcon efter pensioneringen af EF-111A Raven. US Navy har udskiftet den aldrende EA-6B Prowler med EA-18G Growler. Begge værn har i de sidste årtier foretrukket multirollefly såsom F/A-18E/F Super Hornet og F-15E Strike Eagle frem for fly der kun opfylder et enkelt formål. Begge disse fly er i stand til at medbringe AGM-88 HARM og kan derfor deltage i en stor del af SEAD-opgaverne. Brugen af et såkaldt "dumt fly" der ikke er udstyret med avanceret EK-udstyr som et dedikeret SEAD-fly er udstyret med, er efter sigende ikke så dårlig et kompromis på grund af de effektive missiler såvel som muligheden for at udføre andre opgaver end SEAD. Der er dog bekymringer for at en ikke dedikeret platform er mindre effektiv i rollen netop på grund af manglen på det specielle EK-udstyr hvorved man må benytte antiradarmissiler uden nødvendigvis at have erkendt målet, hvilket giver en mindre nøjagtighed og er knap så økonomisk. Med fremkomsten af 5.-generationskampflyene har man set en delvis tilbagevenden til dedikerede fly. Mens F-22 Raptor er i stand til at medbringe flybomber, er flyets primære opgave luftkamp i modsætning til den mere balancerede profil man ser hos F-16 og F/A-18. F-35 Lightning II skal efter planen primært bære rollen som jagerbomber.
I de europæiske NATO-luftvåben, er der tre brugere af dedikerede SEAD-fly; Royal Air Forces Tornado GR4s samt Luftwaffes og Aeronautica Militares Tornado Electronic Combat and Reconnaissance variant (ECR). De britiske Tornadoer benytter højhastighedsantiradarmissilet (ALARM), hvorimod de italienske og tyske Tornado ECRs benytter AGM-88 HARM-missiler. Tornado ECR blev designet som en SEAD-platform og er unik i de samlede europæiske flystyrker. Selvom flere europæiske NATO-fly kan medbringe SEAD-våben er kun få designet til og har faktisk SEAD som primær opgave. Alle moderne SEAD-fly er modificeret til at kunne medbringe en form for elektronisk jammingudstyr der gør opgaven mere sikker for piloten.

## Flytyper

### Nuværende typer
- EA-18G Growler
- F-16CJ Fighting Falcon
- EA-6B Prowler
- Panavia Tornado ECR
- Shenyang J-8G
- Sukhoi Su-24MP
- Sukhoi Su-34
- Xian JH-7A
- IAI Harpy
- IAI Harop

### Historiske typer
- A-6B Intruder
- F-4G Phantom II
- F-100F Super Sabre
- EF-105F/F-105G Thunderchief
- Sukhoj Su-17M3P[46]